# Цефал и Прокрис (балет)
«Кефал и Прокрис» («Цефал и Прокрис, или Супружеская любовь»; фр. Céphale et Procris ou L’Amour conjugal) — балет в трёх актах композитора Андре Гретри по сюжету древнегреческого мифа. Необходимо учитывать, что понимание термина «балет» в XVIII веке весьма отличалось от современного; и по современной терминологии данное произведение следовало бы отнести к несколько иному жанру — балет-опера, поскольку в XVIII в. вокальные номера были такой же принадлежностью балета, как и танец. Автор либретто Ж.-Ф. Мармонтель.

## Сюжет
Краткий сюжет мифа состоит в том, что супруги Кефал (Цефал) и Прокрис (по другим версиям Прокрида) нарушили друг перед другом верность. Однако нарушение это было неординарным, поскольку прелюбодеяние совершалось друг с другом. А дело было так. Кефал через восемь лет разлуки в чужом облике явился к Прокрис и соблазнил её дарами, а когда принял свой облик и жена узнала, что изменила мужу с ним же самим, она пришла в такое замешательство, что от ужаса убежала на Крит, где получила в дар от царя Миноса охотничью собаку Лалапса и «неотвратимое» копьё, всегда попадающее в цель. И теперь уже Прокрис в неузнаваемом облике охотника появилась перед Кефалом, который тем временем тоже не терял времени даром и завёл интрижку с Эос, женой Тифона. Неузнанная Прокрис под видом юноши-охотника вызвала мужа на соперничество в охоте и, конечно, при помощи Лалапса и волшебного копья выиграла состязания. Тогда Кефал попросил отдать ему дары Миноса, а в ответ услышал цену за них — от него потребовалось нарушение супружеской верности, да ещё с юношей-охотником, на что Кефал тут же согласился. Но поскольку Прокрис была женщиной — ей некуда было деваться, её тайна раскрылась, и она призналась, кто она, приняв свой облик. Дело кончилось тем, что супруги простили друг друга, помирились и, как положено в семье, стали совместно пользоваться имуществом друг друга. Но жить счастливо опять не получилось: недоброжелатели нашептали верной супруге, что муж ей изменяет. Она решила его выследить, и когда однажды Кефал отправился на охоту, взяв пса и волшебное копьё, тайком последовала за ним. Услыхав шорох в листве и подумав, что это лань, а уж никак  не его Прокрис, Кефал послал туда неотвратимое копьё. Прокрис пала замертво.
Миф неоднократно использовался как сюжет в литературе, живописи и музыке; в России была поставлена первая русская опера композитора Ф.Арайи на текст Сумарокова «Цефал и Прокрис» (1755); не путать с другой оперой на тот же сюжет  композитора Э.Жаке де ла Герр «Кефал и Прокрида» (1694).

## Оперные партии
- Цефал, фесалийский охотник — Céphale, Chasseur thessalien (тенор)
- Прокрис, Нимфа Дианы — Procris, Nymphe de Diane (dessus)
- Аврора, богиня зари — L’Aurore, Déesse de l’aurore (dessus)
- Бог пастухов — Palès, Déesse des bergers (dessus)
- Флора, богиня цветов — Flore, Déesse des fleurs (bas-dessus)
- Ревность — La Jalousie (bas-dessus)
- Любовь — L’Amour (dessus)

## История первой постановки
16 ноября 1773 года вступали в брак внук французского короля Людовика XV, будущий король Франции Карл X и Мария-Тереза Савойская. К этому времени предполагались большие празднества, растянутые на несколько недель. Во французский двор съехались королевские семьи со всей Европы.
Франция встречала дорогих гостей не только пышными пирами, но и обширной культурной программой. В королевский оперный театр при Версальском дворце были вызваны музыканты, певцы и певицы, танцоры и танцовщицы.
Среди прошедших в эти праздничные дни представлений был и новый балет «Кефал и Прокрис», его премьера состоялась 30 декабря 1773 в Версале.
Для А. Гретри это было его первое произведение, поставленное на королевской сцене специально для королевской семьи и королевских гостей. Приглашению Гретри на королевскую сцену предшествовал огромный успех, выпавший на долю его комической оперы «Гурон» (Le Huron) в 1769 году. Этот успех способствовал дружескому отношению к нему со стороны дофина, что, в свою очередь, открыло композитору вход на высочайший уровень, а в 1773 году он получил официальный придворный статус и тогда же от имени Людовика XV ему было предложено сочинить большое произведение специально для свадебных торжеств.

## Балет «Цефал и Прокрис» как музыкальное произведение
Мармонтель сочинил поэму по известному античному сюжету. Она вполне соответствовала вкусам эпохи. В это время шло становление сюжетного балета, балета действенного (ballet d’action). Фабула поэмы подходила для использования в балете нового направления. И хотя Андре Гретри в первую очередь прославился как композитор своего времени, своей эпохи, став одним из создателей новой, революционной музыки (время стояло революционное), он неоднократно обращался и к мифологическим сюжетам. Через несколько лет после данного балета он написал оперу «Андромаха».
Балет был наполнен современными танцами, в первую очередь он прославился чаконой, на которую, когда балет был перенесён на публичную сцену в Королевскую академию музыки, «сбегался весь Париж»: речь идет о чаконе из дивертисмента третьего действия героического балета — «Цефал и Прокрис».
Музыка, сочиненная композитором к балету, до сих пор вызывает неоднозначные суждения.
Музыкальная энциклопедия вообще называет этот жанр обращения к античности неудачным для композитора: «Мало удачными были попытки композитора в создании французской лирической трагедии („Цефал и Прокрис“, „Андромаха“)».

Но есть и противоположное мнение, например, музыковед Анна Булычева пишет:

Эта пьеса, музыкально чрезвычайно яркая, отличается свежестью решения и свидетельствует о радикальном обновлении жанра. Начинается она не с затакта, а с сильной доли, как пассакалья, хотя первая тема напоминает вовсе не пассакалью, а менуэт. Здесь полностью отсутствует вариационность, и ничего нет от рондо. Масштабная композиция (почти 300 тактов) состоит из двух разделов-строф и небольшой коды. … Гретри дает великолепный образец непроцессуальной, статичной сонатности. В «четырехтональной» экспозиции 1 многочисленные темы вступают одна за другой, избегая причинно-следственных отношений: лишь после того, как очередной раздел завершается полным кадансом, вступает следующий. Все темы поданы как равноценные, и лишь вторая тема главной партии — триумфальная фанфара, вызванная к жизни четвертой строкой текста хора, — может претендовать на лидерство, поскольку её отзвуки возвращаются в коде. Вторая, хоровая строфа, является репризой сонатной формы. Но поскольку тонико-доминантовые отношения ощущаются слабо, форма воспринимается не как сонатная, а как строфическая. 
 Анна Булычева. Театральные чаконы и пассакальи в эпоху Просвещения.
Как уже отмечалось, балет после первого показа в Версале был перенесён на сцену Королевской академии музыки (Парижская опера), где ставился в 1775 и 1777 гг. Однако, несмотря на успех, больше не восстанавливался в течение двух веков. А вновь появился на сцене лишь 21 ноября 2009 года во время проведения фестиваля памяти Андре Гретри и в том самом театре, где состоялась его премьера — в Версальском королевском оперном театре. Произведение также записано на CD.